# Табатабаи, Зияэддин
Сеид Зияэддин Табатабаи (перс. سید ضیاءالدین طباطبایی یزدی‎; июнь 1888, Шираз — 29 августа 1969, Тегеран) — персидский журналист и политик, занимавший с февраля по май 1921 года пост премьер-министра Персии.
Сеид Зияэддин Табатабаи – одна из известных политических фигур Ирана в эпоху конституционной революции и правления династии Пехлеви. Он сыграл значительную роль в государственном перевороте 1921 года и становлении династии Пехлеви.

## Биография
Родился летом 1888 года в Ширазе в семье видного шиитского священника, Сеида Али ага Язди, имевшего более 30 детей от 15 женщин. Его отец, который также являлся сторонником конституции был сослан в город Сари .
Его отец, Сеид Али-ага Язди, был известным оратором в эпоху Мозафереддин-шах Каджара и в конце правления Насер ад-Дин Шаха отправился в духовную семинарию в Эн-Наджаф. По просьбе наследного принца Мозафереддин-мирзы к аятолле Мирзе Ширази он вернулся в Иран для духовного руководства соотечественниками. Во время конституционной революции Сеид Али-ага поддерживал реформы Мозафереддин-шаха, но позже присоединился к противникам конституционалистов, став соратником шейха Фазлоллаха Нури.
Мать Зияэддина была дочерью ширазской семьи, на которой его отец женился во время поездки в Шираз. Сеид Зияэддин был их первым ребенком .

### Политические взгляды Сеида Зияэддина Табатабаи
В отношении политических взглядов Сеида Зияэддина Табатабаи существуют две противоположные точки зрения. Согласно первой, он был сторонником иностранных интересов, в частности Великобритании, которая использовала его в качестве инструмента для достижения своих целей. Например, во время подписания англо-иранского договора 1919 года в правительстве Мирзы Хасана-хана Восуг од-Довле, предоставлявшего Великобритании контроль над финансами и военной сферой Ирана, Сеид Зияэддин поддерживал этот документ, называя его «новым возрождением страны». Его позиция на посту премьер-министра также нередко трактуется как согласованная с британской политикой. В то же время другая точка зрения представляет его как революционера и борца за свободу, который, несмотря на возможные просчёты, искренне стремился к прогрессу и независимости Ирана     .

### Образование
С раннего детства Сеид Зияэддин Табатабаи получил разностороннее образование, сочетавшее традиционные религиозные дисциплины с современными науками. 
В возрасте одного года он переехал с родителями в Тебриз, где получил начальное образование под руководством частных учителей на дому. Затем продолжил обучение в престижной школе «Сорайя» в Тебризе, где наряду с классическими предметами осваивал русский язык и современные науки.
Вернувшись в Шираз, Табатабаи углубился в изучение исламских наук, одновременно овладевая французским и английским языками, что свидетельствует о его стремлении к синтезу традиционного и европейского образования. Такой уникальный образовательный опыт во многом предопределил его дальнейшую политическую и интеллектуальную деятельность  .

### Становление личности: от юности до переворота 1921 года
С юных лет в личности Сеида Зияэддина Табатабаи проявлялись необычные для религиозной среды противоречия. Молодой аристократ сознательно нарушал традиции, периодически меняя внешний облик: вместо принятой духовной одежды он появлялся в обществе в европейском костюме с изысканным галстуком-бабочкой и шляпой, увлекался светскими развлечениями - музыкой, охотой и другими занятиями, нехарактерными для духовного сословия.
Его политическая активность проявилась уже в 15-летнем возрасте, когда во время Конституционной революции он вернулся в Шираз и включился в борьбу, поддерживая конституционалистов через журналистику. Несмотря на неоднократные запреты его изданий властями, юный публицист проявлял удивительную настойчивость, каждый раз учреждая новые газеты .
Сеид Зияэддин Табатабаи начал свою общественную и политическую деятельность в юности, во время Конституционной революции в Иране. В марте 1907 года, в возрасте 17 лет, он вместе с дядей приступил к изданию в Ширазе газеты «Ислам», которая вскоре была преобразована в «Голос Ислама». В своих публицистических работах он делал акцент на политических аспектах конституционного движения, уделяя меньше внимания его религиозной составляющей («машруа»). После закрытия газеты и угроз физической расправы Зияэддин был вынужден бежать в Тегеран, переодевшись для конспирации. Ранее, в августе 1906 года, он присоединился к массовой миграции улемов и торговцев в Кум, что подчеркивает сочетание его религиозной идентичности и политического активизма. Помимо «Ислама» и «Голоса Ислама», он также издавал газеты «Шарг», «Барг» и «Раад», через которые активно поддерживал конституционное движение .

### Теракт и бегство Зияэддина
Зияэддин организовал теракт, поручив одному из своих сторонников подложить бомбу в магазин Хаджа Мохаммада Эсмаила — депутата первого созыва парламента и сторонника Мохаммад Али-шаха. Взрыв привёл к гибели исполнителя, а сам Сейед Зияэддин был вынужден бежать. Он укрылся в посольстве Бельгии и покинул страну.
В другой раз, после попытки теракта в доме Малека Мансура Мирзы Шуа ас-Салтане — брата Мохаммада Али-шаха — он оказался в розыске. Сейед Зияэддин пытался найти убежище в посольствах Великобритании и Османской империи, однако ему было отказано. В итоге он провёл шесть месяцев в посольстве Австрии, после чего, благодаря всеобщей амнистии, объявленной Мохаммадом Али-шахом, вышел из укрытия и в июле 1909 года возобновил сотрудничество с тегеранскими конституционалистами .

### Издание газет
С октября 1909 года Зияэддин Табатабаи начал выпуск газеты «Голос ислама». Его прежнее издание «Шарг», финансируемое зороастрийской и армянской общинами, было закрыто из-за публикаций, сочтённых оскорбительными по отношению ко второму созыву парламента. Позднее по аналогичным причинам была закрыта и газета «Барг», а сам Зияэддин был приговорён к тюремному заключению. Однако благодаря усилиям сторонников конституционного движения он был освобождён и выехал за границу. Два года он провёл во Франции и Великобритании, продолжая изучать английский и французский языки. Его обучение финансировалось «Союзом дружбы Ирана и Франции».

### Возвращение в Иран
Находясь за границей, Сеид Зияэддин Табатабаи принял участие в церемонии коронации Георга V в качестве представителя иранской прессы. Это привлекло внимание британских дипломатов, которые начали рассматривать его как возможного советника по культурным и политическим вопросам .
Накануне российско-британского ультиматума он вернулся в Иран и вскоре, при финансовой поддержке британского посольства, начал издавать газету «Раад». Первоначально издание выражало симпатии к Российской империи, однако впоследствии заняло позицию, отражающую интересы Великобритании, что частично объяснялось продолжающимся материальным содействием со стороны британского посольства  .

### Поездка в Кавказский регион
В 1917 году Сеид Зияэддин Табатабаи отправился в Россию, чтобы представить Министерству иностранных дел Ирана доклад о последствиях большевистской революции. Однако из-за начавшегося хаоса, вызванного Октябрьской революцией, он был вынужден вернуться в Иран. Он поддерживал Мирзу Хасан-хана Восуг од-Довла и договор 1919 года, который вызвал широкое общественное недовольство    .
В конце 1919 года Сеид Зияэддин возглавил делегацию, направленную в Кавказский регион для установления контактов с новообразованными государствами – Азербайджаном, Грузией и Арменией .

### Роль Великобритании в выборе Сеида Зияэддина
Великобритания, хорошо осведомлённая о его англофильской позиции, сформировавшейся ещё во время пребывания за границей и в период поддержки договора 1919 года, выгодного для британских интересов, рассматривала Сеида Зияэддина как подходящую политическую фигуру для осуществления переворота 1921 года. Его кандидатура сочеталась с военной поддержкой со стороны Реза Хана    . Однако его так называемый «чёрный кабинет», сформированный после переворота, продержался лишь около 90 дней. Великобритания, организовавшая переворот, в конечном счёте сделала ставку на Реза Хана, что способствовало свержению династии Каджаров и основанию династии Пехлеви   .

### Правительство переворота
Благодаря связям с Мирзой Хасан-ханом Восуг од-Довла и личным качествам, которые привлекли внимание британцев, Сеид Зияэддин Табатабаи вошёл в состав так называемого «Железного комитета» – секретной организации, сформированной британской разведкой для защиты интересов Великобритании в Иране и подготовки государственного переворота. Он возглавил эту группу, состоявшую из иранских и британских деятелей, и стал основным связующим звеном между комитетом, британским посланником и агентами разведки в Тегеране   .
С поддержкой Великобритании, выбравшей Сеида Зияэддина в качестве политического представителя и Реза Хана как военного лидера, в Иране был осуществлён переворот   .
После того как в октябре 1920 года Султан Ахмад-шах отстранил русского командира казачьей бригады, премьер-министр Мошир од-Довла подал в отставку. Командование бригадой перешло к британцам, которые назначили Реза Хана её командиром. Согласно заранее подготовленному плану, войска казачьей бригады под командованием Реза Хана и при участии Сеида Зияэддина Табатабаи выступили из Казвина в направлении Тегерана. Переворот состоялся 21 февраля 1921 года.
Совместный штаб «Зия – Реза» выдал приказ об аресте 60 политических деятелей различных направлений, в том числе Сейеда Хассана Модарреса и принца Акбар Масуда (Акбар Мирза Сарем-од-Довла). На четвёртый день после переворота Реза Хан получил титул Сардар Сепах и возглавил казачью бригаду, а Сеид Зияэддин был назначен Султан Ахмад-шахом на пост премьер-министра .

## Формирование и падение кабинета Сеида Зияэддина
После формирования кабинета в феврале 1921 года Сеид Зияэддин предпринял ряд шагов, направленных на укрепление своей политической позиции, включая отмену договора 1919 года, который ранее сам поддерживал. Эти действия были рассчитаны на завоевание популярности среди населения. Тем не менее, архивные материалы и свидетельства современников указывали на его тесные связи с Великобританией и косвенное содействие её интересам. Назначив Реза Хана на пост военного министра, Сеид Зияэддин удерживал власть около девяноста дней, после чего его кабинет пал 4 июня 1921 года.

### «Чёрный кабинет»
Кабинет Сеида Зияэддина представлялся как революционное правительство, провозглашавшее своей целью экономические и культурные реформы, отмену англо-иранского договора 1919 года и создание сильной армии. Однако массовые аресты оппонентов вызвали в обществе резкую критику, и кабинет получил прозвище «чёрный кабинет». Причины его падения до конца не ясны. Среди возможных факторов называли борьбу за власть между Сеидом Зияэддином и Реза Ханом, предпочтение британцев в пользу последнего в связи с его эффективными действиями, а также отсутствие у Сеида Зияэддина собственной политической базы, национального авторитета, неудачный выбор окружения, репрессии против влиятельных деятелей, растущее недовольство со стороны Реза Хана и возможное недовольство Великобритании его контактами с представителями России   .

### Сеид Зияэддин в Палестине
После ухода с политической сцены Сеид Зияэддин получил определённую денежную компенсацию и был вынужден покинуть Иран, поселившись в Женеве. В 1931 году по приглашению муфтия Палестины Хаджа Амина аль-Хусейни, организовавшего конгресс против увеличения еврейской иммиграции, он прибыл в Палестину и возглавил это мероприятие. Через две недели Зияэддин вернулся в Швейцарию для урегулирования личных дел. Весной 1932 года он вновь посетил Палестину и в течение восьми месяцев основал национальные комитеты конгресса, открыв их филиалы в ряде арабских стран. После этого он вернулся в Европу, но в 1935 году вновь прибыл в Палестину, где проживал до 1943 года. Его обвиняли в том, что, несмотря на свою принадлежность к мусульманской общине, он принимал участие в купле-продаже палестинских земель, впоследствии переданных сионистским поселенцам   .

## Политическая деятельность после отречения Реза Пехлеви
После событий сентября 1941 года, оккупации Ирана и отречения Реза Шаха от престола, Великобритания, принимая во внимание англофильскую позицию Сеида Зияэддина, решила вновь использовать его в своих интересах. 29 сентября 1943 года он вернулся в Иран под контролем британских структур. Одной из предполагаемых целей его возвращения было использование его влияния среди племён для противодействия возможной германской оккупации Ирана в условиях Второй мировой войны  .
Его новая политическая активность началась с избрания депутатом от Йезда в 14-й созыв парламента, несмотря на противодействие оппонентов. В этот период он издавал газету «Караван», а позднее возродил «Раад», которые отличались резкой критикой в адрес Советского Союза и партии Туде. Сеид Зияэддин основал партию «Ватан», а в феврале 1945 года – партию «Национальная воля». Официальным печатным органом последней стала газета «Раад-е эмруз», которую в том же году сменила газета «Руста». В Ширазе под эгидой партии «Национальная воля» издавалась также газета «Эраде-йе Фарс». Последним политическим проектом Сеида Зияэддина стало создание «Союза национальной прессы», в который входили издания «Вазифе», «Караван», «Канун», «Хур», «Кешвар» и «Эгдам»  .

### Арест Сеида Зияэддина
После завершения 14-го созыва парламента в марте 1946 года Сеид Зияэддин был арестован по обвинению в «действиях против общественной безопасности» и «присвоении помощи, предназначенной для жертв землетрясения в Горгане». Инициатором ареста выступил премьер-министр Ахмад Кавам, недавно вернувшийся из поездки в Советский Союз. Однако основная причина заключалась, по всей видимости, в его активном противодействии СССР и партии Туде. Гавам, пытавшийся урегулировать кризис в Азербайджане, приказал арестовать ряд известных проанглийских политиков. 18 марта 1947 года Сеид Зияэддин был освобождён из тюрьмы по состоянию здоровья. По некоторым данным, в 1948 году между ним и Ахмадом Кавамом мог существовать негласный союз с целью завоевания доверия Великобритании.

### Стремление Сеида Зияэддина к премьерству
После убийства премьер-министра Хадж Али Размара Халилом Тахмасеби 7 марта 1951 года Сеид Зияэддин, опираясь на поддержку шаха и Великобритании, надеялся занять освободившийся пост. Однако противодействие со стороны парламентариев и критика в обществе, связанная с его ярко выраженной англофильской позицией, не позволили ему реализовать этот замысел. После утверждения закона о национализации нефтяной промышленности 20 марта 1951 года и последовавшей отставки премьера Хусейна Ала, шахский двор совместно с британскими представителями вновь попытались продвинуть кандидатуру Сеида Зияэддина, стремясь сорвать процесс национализации. Тем не менее, доктор Мохаммед Мосаддык, предложенный парламентом на пост главы правительства, неожиданно согласился занять этот пост без предварительных условий, чем разрушил планы двора и британцев .
Позднее, в 1961 году, Сеид Зияэддин вновь предпринял попытку вмешаться в политическую борьбу, надеясь добиться смещения премьер-министра Али Амини, но снова потерпел неудачу.

### Тайная политика Сеида Зияэддина
После освобождения из тюрьмы Сеид Зияэддин, несмотря на попытки наладить сотрудничество с различными политическими силами, включая партию Туде, которую он ранее открыто критиковал, не смог получить официальную должность из-за сопротивления со стороны парламента и негативного отношения общественности. В этой ситуации он изменил тактику, отказавшись от публичной активности в пользу закулисного влияния. До конца жизни он сохранял контакт с двором и оставался негласной политической фигурой.
Занимаясь сельским хозяйством и животноводством на своих землях в Буин-Захре (Казвин) и Саадатабаде (Тегеран), он превратил своё жилище в место неформальных встреч с государственными деятелями и иностранными журналистами. Сеид Зияэддин регулярно посещал шаха, консультируя его по вопросам внутренней политики. 

## Брак и смерть Сеида Зияэддина
По некоторым сведениям, в последние годы жизни Сеид Зияэддин поселился в деревне Аллахабад (Казвин), где вступил в брак с местной женщиной. В этом браке у него родились двое сыновей и дочь.  Он скончался 29 августа 1969 года в возрасте около 80 лет и был похоронен в мавзолее Шах-Абдоль-Азима в городе Рей.  